# Campionato internazionale di scherma 1925
Il quarto Campionato internazionale di scherma si è svolto nel 1925 ad Ostenda, in Belgio.
Fu assegnato unicamente il titolo maschile della sciabola individuale.

## Risultati

### Uomini
| Evento                          | Oro         | Argento       | Bronzo            |
| Sciabola                        |             |               |                   |
| Sciabola individuale (dettagli) | János Garay | Jenő Uhlyárik | Attila Petschauer |

## Medagliere
| Posizione | Nazione  |   |   |   | Totale |
| --------- | -------- | - | - | - | ------ |
| 1         | Ungheria | 1 | 1 | 1 | 3      |
| Totale    | Totale   | 1 | 1 | 1 | 3      |